# Francisco Cortejarena y Aldebó
Francisco Cortejarena y Aldebó (1835-1919) fue un médico, catedrático y académico español.

## Biografía
Doctor en medicina, catedrático y académico, fue director general de Beneficencia y Sanidad. Nació en Madrid el 18 de junio de 1835. Durante catorce años fue redactor de El Siglo Médico. También dirigió los Anales de la Sociedad Ginecológica Española y colaboró en La Época. Miembro de la Real Academia de Medicina, de la que fue vicepresidente, y del Partido Conservador, fue varias veces senador. Falleció el 4 de febrero de 1919 y fue sepultado en la sacramental de San Lorenzo. Estuvo casado con Dionisia Iturriaga.